# Септимий из Ези
Септи́мий (лат. 'Septimius, итал. Settimio di Jesi; погиб в 307) — святой епископ Ези, священномученик. День памяти ежегодно отмечается 22 сентября.

## Биография
Святой Септимий родился в Германии. Получив образование, он начал военную карьеру. По причине крещения, святой Септимий покинул семью, не последовавшую его примеру, и отправился в Италию, где стал проповедовать в Милане. Ему пришлось уехать из тех краёв во времена Диоклетиановых гонений в 303 году. Он отправился в Рим, где сотворённые им чудеса столь поразили папу Марцелла I, что тот поставил святого Септимия епископом Ези.
Святой Септимий основал кафедральный собор в Ези. Проповедям Септимия препятствовал местный правитель Флорентий, который, после того, как святой отказался принести языческую жертву, обезглавил его.
Тело святого Септимия было обретено в 1469 году, хотя его почитание началось намного раньше. Обретённое тело было перенесено в собор, где в честь святого в 1623 году был освящён новый алтарь.
До 1623 года святого Септимия поминали 5 сентября, впоследствии день почитания перенесли на 22 сентября.
Святой Септимий почитается покровителем Ези.